# Montebello Challenger 1994
Il Montebello Challenger 1994 è stato un torneo di tennis facente parte della categoria ATP Challenger Series nell'ambito dell'ATP Challenger Series 1994. Il torneo si è giocato a Montebello in Canada dal 18 al 24 luglio 1994 su campi in cemento.
È stata la seconda edizione del torneo, l'ultima giocata a Montebello, l'anno successivo l'evento fu spostato a Granby, sempre in Canada, e prese il nome Challenger de Granby.

## Vincitori

### Singolare
Sébastien Lareau ha battuto in finale  Patrick Baur con il punteggio di 7–6, 6–1.

### Doppio
Sébastien Lareau /  Sébastien Leblanc hanno battuto in finale  Sergio Gomez-Barrio /  Brian Gyetko con il punteggio di 6–2, 6–3.